# Kraftledningen i Hardanger
Kraftledningen i Hardanger är en 92,3 kilometer lång 420 kV kraftledning med luftledning i området norr om Hardangerfjorden från Sima kraftverk i Eidfjord till Samnanger transformatorstation i Samnanger. Kraftledningen var färdigbyggd i september 2013, och invigdes den 28  januari 2014.

## Bakgrund och planer[uppföljningsaknas]
Statnett sökte om koncession för att bygga kraftledningen 2008 och Norges vassdrags- og energidirektorat (NVE) beviljade ansökan. Bakgrunden för ansökan var för att säkra kraftöverföringen till området norr om Hardangerfjorden. Kraftledningen skall efter planen förläggas genom Hardanger, och använda master på mellan 25 - 45 meter. På grund av storleken på masterna har de blivit kallade «monstermaster». Runt kraftledningen är det en ledningsgata på 40 meter planlagd. Ledningen planeras vara klar att tas i drift innan utgången av 2012 och kostnaderna förväntas bli cirka 900 miljoner NOK. Det avsätts samtidigt 100 miljoner NOK som skall förvaltas av Hordaland fylkeskommun för att motverka eventuella negativa verkningar för turismen i Hardanger.

## Alternativet med sjökabel
Att lägga kraftledningen med en sjökabel blir enligt Statnett för dyrt. Enligt deras beräkningar skulle en kombinerad sjö- och landkabellösning öka priset från 500 miljoner NOK till 1,9 - 2,9 miljarder NOK.

## Protester
Lokalpolitiker och privatpersoner i Hardanger och miljöorganisationer protesterade mot planerna. De önskade  att kraftöverföringen förläggs som sjökabel. Johan Fredrik Odfjell och Trond Mohn finansierade en TV-film och utredningar som utfördes för Den Norske Turistforening (DNT). Protesterna fick omfattande politiskt stöd. Norges vassdrags- og energidirektorat (NVE) klagade hos Olje- och energidepartementet, som utvärderade klagomålet men beslutade 1 juli 2010 att stå fast vid sitt beslut och bevilja koncessionen. 30 juli 2010 krävde oppositionen en stortingsdebatt om kraftledningen. 10 augusti 2010 öppnade regeringen för en ny utredning av sjökabelalternativet. Jens Stoltenberg bjöd samtidigt in 15 ordföranden till Oslo för att diskutera saken. Arbetet i de delar som måste byggas ut oavsett vilket alternativ som väljs blev också igångsatta 10 augusti 2010.